# Broodmeester
De broodmeester (Latijn: panetarius) was een lid van een feodale hofhouding.
Het hofambt van de broodmeester was verantwoordelijk voor het brood en de voedselvoorziening in het algemeen aan het hof. De titel was soms erfelijk. Andere typerende functies in een feodale hofhouding waren: kamerheer of kamerling, ridder, hotelmeester, hofschenker, voorsnijder en schildknaap van de stallingen.